# André Nel
Pour les articles homonymes, voir Nel.
André Nel, né le 4 novembre 1959 à La Ciotat, est un entomologiste français et un paléoentomologiste. 

## Biographie
André Nel est employé au Muséum national d'histoire naturelle de Paris, depuis 1994, et est « le responsable scientifique de l’ensemble des collections d’Arthropodes terrestres et de la collection de fossiles dans l’ambre du MNHN ».
Il est l'un des acteurs importants de l'enseignement en ligne novateur "INSECT".

## Hommages
André Nel a reçu, en 2019, pour ses 60 ans, la médaille d'honneur de l’IPS (International Palaeoentomological Society), et la revue Palaeoentomology lui a consacré un numéro spécial avec de nombreux taxons dédiés, sorti le 20 décembre 2019.

## Publications
voir sur wikispecies